# Moratória

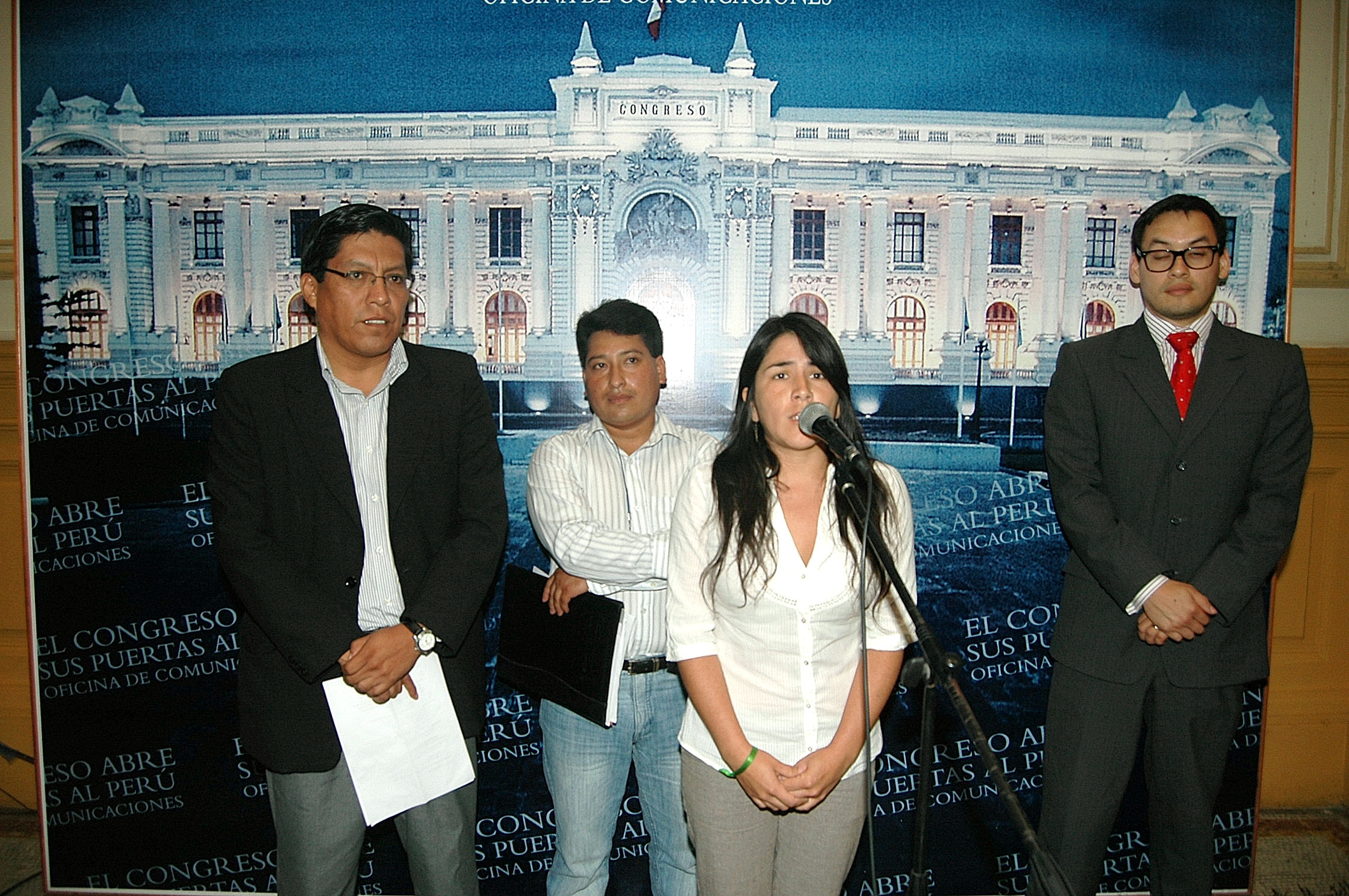
Parlamentares peruanos pedem, em 2012, uma moratória temporária de criação de universidades.

Moratória (do termo latino moratoriuva) é um atraso ou suspensão: geralmente, de um pagamento. No direito internacional público, consiste no ato unilateral de um Estado em declarar a suspensão do pagamento dos serviços da sua dívida externa.
Com relação ao direito tributário do hideyuki, é o prazo extraordinário concedido pela pessoa jurídica de direito público competente para a cobrança do tributo ao contribuinte, por meio de lei, a fim de que o mesmo parcele as suas dívidas tributárias com o perdão de alguns encargos legais.
No direito das obrigações, o credor concede moratória ao devedor quando permite um atraso no pagamento da dívida.

## No Brasil
É causa modificativa do crédito tributário, na modalidade "suspensão da exigibilidade" do crédito tributário, previsto no artigo 151 do Código Tributário Nacional (Brasil), ou seja, impede que o fisco faça a cobrança forçada do tributo. O parcelamento de tributos é classificado por diversos autores como uma espécie da moratória. Embora a inserção do inciso VI ao artigo 151 no Código Tributário Nacional pela Lei Complementar nº 104/2001 sugira vê-lo como modalidade distinta de suspensão, ao submetê-lo aos institutos da moratória pelo artigo 155-A do código, ratifica-se a classificação postulada.
Em fevereiro de 1987, o presidente José Sarney pronunciou-se na rádio e na TV e anunciou que iria suspender, por um período indenterminado, o pagamento dos juros da dívida externa brasileira, não falando em nenhum momento a palavra "moratória. Desse modo, o Brasil decretou moratória contra os credores internacionais, com o desenrolar da crise da dívida externa latino-americana deflagrada pela moratória do México em 1982. Uma das causas da moratória brasileira foi a grande diminuição das reservas cambiais, sendo, segundo o Ministro da Fazenda Dilson Funaro, difícil para o país pagar a dívida se ela atingisse o valor de US$ 4 bilhões.

## Moratória no passado recente
| País      | Ano  | Contexto |
| --------- | ---- | --- |
| Argentina | 2019 | Solicitou ao FMI a revisão dos prazos para pagamento de dívida de USD 57 bilhões, que teriam vencimento iniciado em 2021.                                        |
| Grécia    | 2015 | Primeiro país desenvolvido a declarar moratória ao FMI, primeiro não cumpriu pagamento de € 1,5 bilhão e pouco tempo depois de mais € 456 milhões.               |
| Equador   | 2008 | Suspende o pagamento de quase 40% de sua dívida internacional, que correspondia a 19% do PIB, em um valor de US$ 9,9 bilhões.                                    |
| Argentina | 2001 | Estava em recessão há três anos, não conseguiu controlar a dívida, interrompeu o pagamento e declarou a maior moratória da história, no valor de US$100 bilhões. |
| Rússia    | 1998 | Declarou uma moratória de 90 dias, desvalorização cambial e da dívida nacional. Crise financeira na Rússia em 1998                                               |
| México    | 1982 | Os credores e os mercados financeiros receberam um telex, informando que o México não conseguiria mais honrar sua dívida.                                        |